# Dolní Benešov-Zábřeh (železniční zastávka)
Dolní Benešov-Zábřeh je železniční zastávka (dříve i nákladiště), která se nachází v severní části vesnice Zábřeh, která je součástí města Dolní Benešov v okrese Opava. Leží v km 5,644 neelektrizované jednokolejné železniční trati Opava východ – Hlučín, mezi stanicí Kravaře ve Slezsku a dopravnou Dolní Benešov.

## Historie
Zastávka byla dána do provozu 18. října 1913, tedy současně se zahájením provozu v úseku Kravaře ve Slezsku – Hlučín. Při svém vzniku byla zastávka pojmenována Oppau, po připojení Hlučínska k Československu v roce 1920 se začal používat český název Zábřeh u Hlučína. V letech 1938–1945 se používalo německé označení Oppau (Kreis Ratibor), poté se navrátil předchozí český název. Od 11. prosince 2011 nese zastávka název Dolní Benešov-Zábřeh.
V roce 2000 byl v zastávce aktivován rozhlas s hlášením pro cestující o jízdách vlaků.

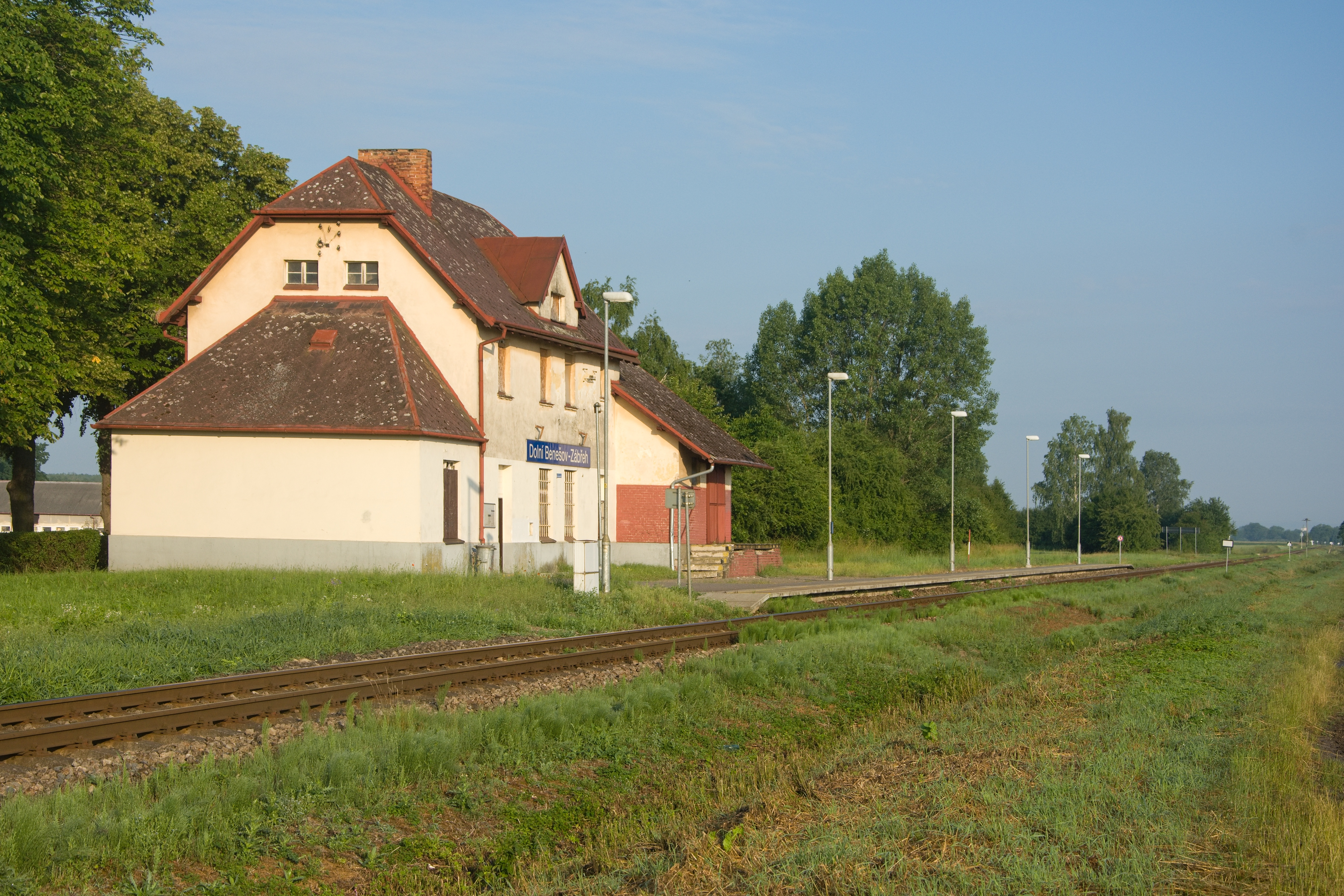
Celkový pohled na nástupiště a budovu

## Popis zastávky
Zastávkou prochází traťová kolej, u které je zřízeno vnější nástupiště o délce 93 m s pevnou nástupní hranou ve výšce 300 mm nad temenem kolejnice. Cestující jsou informováni o jízdách vlaků pomocí akustického informačního systému INISS, který ovládá dirigující dispečer ve stanici Kravaře ve Slezsku.
Poblíž zastávky se v km 5,757 nachází železniční přejezd P7880, kde trať kříží místní komunikace. Přejezd je vybaven světelným zabezpečovacím zařízením se závorami, které je ovládáno pomocí počítačů náprav.